# فرودگاه چویسول بی
فرودگاه چویسول بی (به انگلیسی: Choiseul Bay Airport) یک فرودگاه همگانی با کد یاتا CHY است. این فرودگاه در کشور جزایر سلیمان قرار دارد.

## شرکت‌های هواپیمایی و مقصدهای پروازی
| شرکت‌های هواپیمایی | مقصدهای پروازی |
| ----------------- | -------------- |
| Solomon Airlines  | نوساتوپ        |